# L'enigma dell'ora
L'enigma dell’ora è un dipinto a olio su tela di Giorgio de Chirico. Realizzato nel 1911 durante il suo soggiorno a Firenze, costituisce uno dei più importanti esempi di arte metafisica.

## Descrizione
L'intero spazio del dipinto è dedicato a un porticato ad arcate che getta un'ampia ombra su tutta la piazza antistante. Si nota una misteriosa figura d’uomo nell’ombra del porticato, mentre un'altrettanto enigmatica figura, vestita di bianco, è nella zona illuminata da un sole quasi serale, accanto ad una vasca aperta nel terreno. Una terza figura, di spalle, è appena visibile nel corpo in muratura superiore alle arcate.
Al centro dell'architettura simbolicamente campeggia un orologio che segna le ore 14:55 mentre il tono del cielo e la lunghezza delle ombre riferiscono invece di un’ora molto più tarda, crepuscolare. Manca quindi una corrispondenza tra la misura del tempo segnata dal congegno meccanico e il tempo sospeso dell’esistenza.